# Marga Fullana
Margarita Fullana Riera –conocida como Marga Fullana– (San Lorenzo del Cardezar, 9 de abril de 1972) es una deportista española que compitió en ciclismo de montaña en la disciplina de campo a través, medalla de bronce en los Juegos Olímpicos de Sídney 2000, cinco veces campeona mundial (en los años 1999, 2000 y 2008, en los dos primeros años tanto individual como por relevos) y campeona de Europa en 2006.
Participó en tres Juegos Olímpicos de Verano, obteniendo una medalla de bronce en Sídney 2000 en la prueba de campo a través. Ganó seis medallas en el Campeonato Mundial de Ciclismo de Montaña entre los años 1997 y 2008, y 7 medallas en el Campeonato Europeo de Ciclismo de Montaña entre los años 1998 y 2006. Fue sancionada dos años por dopaje con EPO tras el Mundial de 2010.
En duatlón consiguió dos medallas de oro en el Campeonato Europeo de Duatlón Campo a Través, en los años 2015 y 2016.

## Palmarés internacional
| Juegos Olímpicos   | Juegos Olímpicos        | Juegos Olímpicos  | Juegos Olímpicos           |
| Año                | Lugar                   | Medalla           | Competición                |
| ------------------ | ----------------------- | ----------------- | -------------------------- |
| 2000               | Sídney (Australia)      | Medalla de bronce | Campo a través             |
| Campeonato Mundial |                         |                   |                            |
| Año                | Lugar                   | Medalla           | Competición                |
| 1997               | Château-d'Œx (Suiza)    | Medalla de bronce | Campo a través             |
| 1999               | Åre (Suecia)            | Medalla de oro    | Campo a través             |
| 1999               | Åre (Suecia)            | Medalla de oro    | Campo a través por relevos |
| 2000               | Sierra Nevada (España)  | Medalla de oro    | Campo a través             |
| 2000               | Sierra Nevada (España)  | Medalla de oro    | Campo a través por relevos |
| 2008               | Val di Sole (Italia)    | Medalla de oro    | Campo a través             |
| Campeonato Europeo |                         |                   |                            |
| Año                | Lugar                   | Medalla           | Competición                |
| 1998               | Aywaille (Bélgica)      | Medalla de bronce | Campo a través             |
| 1999               | Porto de Mós (Portugal) | Medalla de bronce | Campo a través             |
| 2003               | Graz (Austria)          | Medalla de bronce | Campo a través             |
| 2003               | Graz (Austria)          | Medalla de bronce | Campo a través por relevos |
| 2004               | Wałbrzych (Polonia)     | Medalla de bronce | Campo a través por relevos |
| 2005               | Kluisbergen (Bélgica)   | Medalla de bronce | Campo a través             |
| 2006               | Lamosano (Italia)       | Medalla de oro    | Campo a través             |

| Campeonato Europeo | Campeonato Europeo       | Campeonato Europeo | Campeonato Europeo |
| Año                | Lugar                    | Medalla            | Prueba             |
| ------------------ | ------------------------ | ------------------ | ------------------ |
| 2015               | Castro Urdiales (España) | Medalla de oro     | Individual         |
| 2016               | Târgu Mureș (Rumania)    | Medalla de oro     | Individual         |

## Palmarés

### Ciclismo de montaña
- Victorias en pruebas internacionales puntuables para el ranking UCI y podios en campeonatos y Copa del Mundo.

| 1997 - 3.ª en el Campeonato Mundial - Campeonato de España XCO 1998 - Sankt Wendel - 3.ª en el Campeonato Europeo - 3.ª en el Campeonato Mundial - Campeonato de España XCO 1999 - El Escorial - Plymouth - Houffalize - Campeonato de España XCO 2000 - Houffalize - Sarntal-Sarentino - Lausanne - Campeonato Mundial 2001 - Sarntal-Sarentino - Houffalize - Kaprun - 2.ª en la Copa del Mundo - Campeonato de España XCO 2002 - Madrid - Houffalize - Les Gets - 2.ª en la Copa del Mundo - Campeonato de España XCO | 2003 - 3.ª en el Campeonato Europeo Campo a Través por Relevos Mixto - Campeonato de España XCO 2004 - 3.º en el Campeonato Europeo Campo a Través por Relevos Mixto (haciendo equipo con Iñaki Lejarreta y José Antonio Hermida) - Campeonato de España XCO 2005 - 3.ª en el Campeonato Europeo - Campeonato de España XCO 2006 - Campeonato Europeo - Campeonato de España XCO 2007 - Champéry 2008 - Vallnord - 3.ª en la Copa del Mundo - Campeonato Mundial - Campeonato de España XCO 2009 - Campeonato de España XCO 2013 - Campeonato de España XCO |

### Carretera
1993
- Campeonato de España en Ruta

1999
- Campeonato de España en Ruta

### Ciclocrós
2009
- Campeonato de España de Ciclocrós

## Equipos
- Liberto-Megamo (1996-1997)
- Specialized (1999-2001)
  - Mountain Dew-Specialized (1999)
  - Subaru-Specialized (2000)
  - Specialized (2001)
- Orbea (2002-2004)
- K2-Zero RH+ (2005)
- Spiuk (2006-2007)
  - Spiuk-Illes Balears (2006)
  - Spiuk-Tau Cerámica (2007)
- Massi (2008-2010)
  - Massi (2008-2009)
  - Massi Team (2010)

## Premios, reconocimientos y distinciones
- Medalla de Oro de la Real Orden del Mérito Deportivo, otorgada por el Consejo Superior de Deportes (2001)[6]